# Gigas Fossae
Le Gigas Fossae sono una struttura geologica della superficie di Marte.